# Листовик гватемальський
Листови́к гватемальський (Sclerurus guatemalensis) — вид горобцеподібних птахів родини горнерових (Furnariidae). Мешкає в Мексиці, Центральній і Південній Америці.

## Опис
Довжина птаха становить 17—18 см. Виду не притаманний статевий диморфізм. Забарвлення переважно коричневе, груди рудуваті, хвіст чорнуватий. Пера на горлі білі з чорними краями, що створює на горлі лускоподібний візерунок. Дзьоб відносно довгий, прямий, чорнуватий.

## Підвиди
Виділяють три підвиди:
- S. g. guatemalensis (Hartlaub, 1844) — від Південної-Східної Мексики (Веракрус) до Центральної Панами (Колон);
- S. g. salvini Salvadori & Festa, 1899 — Східна Панама, Північно-Західна Колумбія (Чоко) і Західний Еквадор (від Есмеральдаса до південно-західного Манабі і західного Гуаяс);
- S. g. ennosiphyllus Wetmore, 1951 — Північна Колумбія (долина річки Магдалена).

## Поширення і екологія
Гватемальські листовики мешкають у Мексиці, Белізі, Гватемалі, Гондурасі, Нікарагуа, Коста-Риці, Панамі, Колумбії та Еквадорі. Вони живуть у вологих гірських і рівнинних тропічних лісах. Зустрічаються поодинці або парами, на висоті до 1250 м над рівнем моря, переважно на висоті до 800 м над рівнем моря. Живляться безхребетними, яких шукають в опалому листі, ґрунті або гнилій деревині.